# 스완가드 스타디움
스완가드 스타디움(Swangard Stadium)은 캐나다 브리티시컬럼비아주 버너비에 위치한 다목적 경기장으로 현재 MLS 넥스트 프로 소속팀인 화이트캡스 FC 2의 홈 경기장으로 사용되고 있다.